# Pete Brown (saxofonist)
Pete Brown, geboren als James Ostend Brown (Baltimore, 9 november 1906 – New York, 20 september 1963), was een Amerikaanse jazzsaxofonist, -trompettist en orkestleider van de swing.

## Biografie
Brown leerde piano, viool en saxofoon spelen. In 1927 ging hij naar New York met het orkest van Banjo Bernie. Van 1928 tot 1934 speelde hij in Harlem met Charlie Skeets. In 1937 werkte hij in de band van John Kirby en daarna meerdere jaren bij Frankie Newton, voordat hij een eigen band formeerde. Eind jaren 1930 nam Brown meerdere platen op met Willie 'The Lion' Smith, Jimmy Noone (1936), Buster Bailey, Leonard Feather, Joe Marsala, Maxine Sullivan en Frankie Newton en onder zijn eigen naam, zoals Mound Bayou (1942) en It All Depends on You (1944) voor Keynote Records met Joe Thomas, J.C. Heard en Milt Hinton. In 1946 was hij lid van de 52nd Street All Stars van Allen Eager. Ze namen in februari 1946 Eagers compositie Allan's Alley alsook met Coleman Hawkins de nummers It Isn't So en Spotlite op.
Tijdens de jaren 1940 gebruikte hij vaak de tenorsaxofoon, zoals bij Slim Gaillard, maar viel echter tijdens de jaren 1950 weer terug op de altsaxofoon. In 1954 maakte hij opnamen in sextetbezetting met Joe Wilder. Hij werkte eind jaren 1950 met Coleman Hawkins (Newport Jazz Festival 1957) en de zanger Big Joe Turner (o.a. op het album Boss of the Blues, 1956) en met Sammy Price, Champion Jack Dupree en anderen. Zijn laatste optreden had hij in 1960 met Dizzy Gillespie.
Pete Brown was de leraar van Cecil Payne.

## Overlijden
Pete Brown overleed in september 1963 op 56-jarige leeftijd.

## Discografie
- Pete Brown 1942–1945 (Classics) met Jimmy Hamilton, Dizzy Gillespie, Sammy Price, Al Casey, Al Hall, Milt Hinton, J.C. Heard
- 52nd Street All Stars (1946) – Victor Jazz History – Bebop (RCA-Anthologie) Brown met Allan Eager, Jimmy Jones, Mary Osborne, Al McKibbon, Shelly Manne (Allan's Alley)
- Pete Brown Sextet – Harlem Jump and Swing (Affinity, 1954) met Joe Wilder, Wade Legge, Wally Richardson, Gene Ramey, Rudy Collins
- Coleman Hawkins and His 52nd Street All Stars – Coleman Hawkins 1946–1947 (Classics)